# SL Benfica (handboll)
Sport Lisboa e Benfica (SL Benfica) är handbollssektionen i sportklubben SL Benfica från Lissabon i Portugal, bildad den 8 maj 1932 (huvudföreningen 1904).

## Spelare i urval
- Cezar Drăgăniță (1990–1991)
- Jonas Källman (2021–2023)
- Alix Kévynn Nyokas (2018–2021)
- Borko Ristovski (2018–2020)
- René Toft Hansen (2019–2020)

## Meriter i urval
- European League-mästare: 2022
- Portugisiska mästare: 1962, 1975, 1982, 1983, 1989, 1990, 2008